# Hélène Constanty
Hélène Constanty, née en 1958 à Marseille, est une journaliste d'investigation et essayiste française.

## Biographie
Née dans une famille balanine originaire de Calvi et de Montemaggiore, Hélène Constanty travaille et vit à Paris, Nice et en Corse.
Journaliste d'investigation indépendante, elle mène des enquêtes sur les « affaires » corses et de la Côte d'Azur pour Mediapart, écrit dans Causette et, depuis 1994, dans L'Express, où elle a ouvert avec Vincent Nouzille un blog sur les coulisses de l'Assemblée nationale. De 2009 à 2011, elle a également collaboré à Charlie Hebdo. Elle réalise des documentaires et des reportages pour Envoyé spécial sur France 2 et est l'auteur, seule ou en collaboration, de plusieurs essais et livres d'enquête dont les plus récents sont publiés aux éditions Fayard,. Razzia sur la Corse a obtenu le prix du livre corse en 2012. Dans Informer n'est pas un délit, elle présente, avec quinze autres journalistes, « les coulisses [des] nouvelles censures ».

## Publications
Ouvrages
- Les secrets de Warren Buffett, l'homme qui a gagné 200 milliards grâce aux krachs boursiers, Paris, Assouline, coll. « Les guerriers de l'économie », 1998, 125 p. (ISBN 2-84323-111-6, BNF 36972940)
- Internet, les nouveaux maîtres de la planète, Paris, Éd. du Seuil, coll. « Contre-enquête », 2000, 117 p. (ISBN 2-02-038664-X, BNF 37095202)
- Le lobby de la gâchette, Paris, Éd. du Seuil, coll. « L'épreuve des faits », 2002, 212 p. (ISBN 2-02-053034-1, BNF 38866989)
- Franck Goddio et Hélène Constanty, Trésors engloutis : journal de bord d'un archéologue, Paris, Éd. du Chêne, 2003, 183 p. (ISBN 2-84277-487-6, BNF 39100473)
- Hélène Constanty et Nathalie Funès, Ma France à moi, Paris, Seuil, 2003, 186 p. (ISBN 2-02-058557-X, BNF 39095938)
- Warren Buffet : l'investisseur intelligent, Paris, Eyrolles, 2005, 196 p. (ISBN 2-7081-3330-6, BNF 39942907)
- Hélène Constanty et Vincent Nouzille, Députés sous influences : le vrai pouvoir des lobbies à l'Assemblée nationale, Paris, Fayard, 2006, 500 p. (ISBN 2-213-63008-9, BNF 40239462)
- Hélène Constanty et Pierre-Yves Lautrou, 9-2, le clan du Président, Paris, Fayard, 2008, 316 p. (ISBN 978-2-213-63371-8, BNF 41205483)
- Razzia sur la Corse : des plasticages à la folie spéculative, Paris, Fayard, 2012, 240 p. (ISBN 978-2-213-66876-5, BNF 42681141)
- Razzia sur la Riviera : enquête sur les requins de la Côte d'Azur, Paris, Fayard, 2015, 295 p. (ISBN 978-2-213-67751-4, BNF 44309531)
- Fabrice Arfi et Paul Moreira (dir.) et 16 journalistes, Informer n'est pas un délit : ensemble contre les nouvelles censures, Paris, Calmann-Lévy, 2015, 233 p. (ISBN 978-2-7021-5865-4, BNF 44425035)
- Corse, l'étreinte mafieuse, Paris, Fayard, 2017, 320 p. (ISBN 978-2-213-70065-6, BNF 45233617)

Articles
- « Télévision du futur : le grand poker », L'express, Paris, Groupe L'Express,‎ 16 juin 1994 (ISSN 0014-5270, lire en ligne , consulté le 19 mars 2024).
- « [Enquête] Nice : le défi du djihadisme », sur L'express, 15 juillet 2016 (version du 25 avril 2017 sur Internet Archive).

## Télévision
- Razzia sur la Corse (France 2, Envoyé spécial)
- L’argent de l’école (Doc en Stock, La Cinquième, 2002).